# Metoda Schulzego

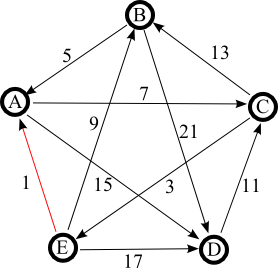
Metoda Schulzego obrazowo: 1. Pierwsze opuszczenie (strategia heurystyczna ustala zbiór Schwartza, po czym kolejno opuszcza najsłabszą przegraną, aż do skutku)

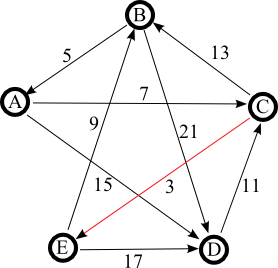
2. Kolejne opuszczenie

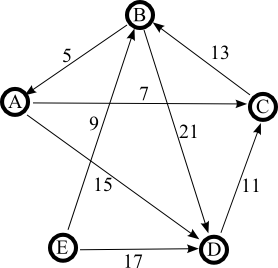
3. E wygrywa, ponieważ wygrało wszystkie zestawienia parami

Metoda Schulzego (ang.: Schulze method, Schwartz Sequential Dropping (SSD), Cloneproof Schwartz Sequential Dropping (CSSD), Beatpath Method, Beatpath Winner, Path Voting, Path Winner) – metoda wyborcza, czyli oddawania i liczenia głosów, stworzona w 1997 przez Markusa Schulzego w celu wybierania jednego zwycięzcy w głosowaniu preferencyjnym.
Głosowanie odbywa się przez wpisanie liczby przy każdym kandydacie. Wyborca oddaje głos, oznaczając wybranych kandydatów numerami: zaznaczając '1' obok najbardziej preferowanego kandydata, '2' obok następnego w kolejności preferencji itd.
Metoda ta może zostać użyta także w celu wyłonienia listy zwycięzców.
Jeżeli w zestawieniach kandydatów parami, w wyniku tych zestawień jeden z nich jest preferowany, metoda Schulzego gwarantuje, że ten kandydat wygra wybory. Dzięki tej właściwości metoda Schulzego z racji definicji jest metodą Condorceta.
Jako pierwszy metody wyłaniania zwycięzcy wyborczego na zasadzie oddawania głosu jako uszeregowanych preferencji opracował już w XVIII wieku francuski matematyk Jean Condorcet. Rajmund Lullus, średniowieczny filozof z Majorki, zaproponował podobne metody już w XIII wieku, przy czym swoje obliczenia wykonywał iteratywnie (parami, po kolei), budując przy tym maszyny logiczne. Z kolei ok. r. 1670 niemiecki matematyk Gottfried Leibniz zastosował metody Lullusa do liczenia, nadając im nazwę ars combinatorica, tworząc przy okazji rodzaj kodu binarnego. Z tego powodu Lull jest dziś uważany za ojca informatyki, a w jego metodach ustalono zapożyczenia z matematyki afrykańskiej.
Metoda Schulzego stała się najbardziej rozpowszechnioną metodą Condorceta. Obecnie jest ona używana przez szereg organizacji, w tym: Wikimedia, Debian, Gentoo i Software in the Public Interest.
Szereg rozmaitych strategii heurystycznych zostało zaproponowanych przez informatyków w celu sprawnego obliczenia wyniku wyborów zgodnie z metodą Schulzego. Najważniejsze z nich to tzw. ścieżkowa (ang. path heuristic) i zbioru Schwartza (ang. Schwartz set heuristic), opisane poniżej. Wszystkie strategie stosujące heurystykę obliczają tego samego zwycięzcę i różnią się od siebie tylko detalami algorytmu.

## Strategia ścieżkowa (path heuristic)

Przykładowy formularz do głosowania metodą Schulzego: Wyborca głosuje preferencyjnie, oznaczając wybranych kandydatów numerami: '1' obok najbardziej preferowanego kandydata, '2' obok następnego w kolejności preferencji, itd. Nieoznaczeni kandydaci stają się domyślnie uszeregowani według jednakowej, niższej preferencji od kogokolwiek oznaczonego

W zastosowaniu metody Schulzego (jak i innych ordynacjach preferencyjnych wyłaniającego jednego wygrywającego (ang. single-winner election methods), każdy formularz do oddawania głosu zawiera kompletny spis wszystkich biorących udział w wyborach kandydatów. Wyborca ustawia ich według preferencji, oznaczając wybranych kandydatów numerami (zaznaczając '1' obok najbardziej preferowanego kandydata, '2' obok następnego w kolejności preferencji itd.).
Wyborca może przypisać tę samą preferencję wielu kandydatom, jak i nie oznaczyć kandydata. Jeżeli wyborca nie oznaczy kandydata, znaczy to, że ściśle preferuje oznaczonych nad nieoznaczonym i że nie preferuje nikogo wśród nieoznaczonych.

### Rys matematyczny
Niech d[V,W] stanowi liczbę wyborców, którzy ściśle preferują kandydata V nad kandydata W.
Ścieżka prowadząca od kandydata X do kandydata Y o mocy p to ciąg kandydatów C(1),...,C(n) o następujących właściwościach:
1. C(1) = X i C(n) = Y.
2. Dla wszystkich i = 1,...,(n-1): d[C(i),C(i+1)] > d[C(i+1),C(i)].
3. Dla wszystkich i = 1,...,(n-1): d[C(i),C(i+1)] ≥ p.
4. Istnieje i, 1 ≤ i ≤ n-1 takie że: d[C(i),C(i+1)] = p.

p[A,B], moc najsilniejszej ścieżki od kandydata A do kandydata B, to wartość maksymalna wśród ścieżek od kandydata A do kandydata B. Jeżeli w ogóle nie istnieje ścieżka od kandydata A do kandydata B, wtedy p[A,B] : = 0.
Kandydat D jest lepszym od kandydata E, wtedy i tylko wtedy, gdy p[D,E] > p[E,D].
Kandydat D jest potencjalnie zwycięzcą (wygrywającym) wtedy i tylko wtedy, gdy p[D,E] ≥ p[E,D] dla każdego innego kandydata E.

### Pseudokod
Zakładając C jako liczbę kandydatów biorących udział w wyborach, moce najsilniejszych ścieżek można obliczyć algorytmem Floyda-Warshalla. Poniższy pseudokod realizuje ten algorytm iteratywnie, od 1 do C. Jest to dokładne obliczenie, bez przybliżeń. Zdefiniowane ścieżki zaistniały jeszcze przed przeprowadzeniem tych obliczeń.
Wejście: d[i,j] stanowi liczbę wyborców, którzy ściśle preferują kandydata i nad kandydata j.
Wyjście: Kandydat i stanowi potencjalnego zwycięzcę wtedy i tylko wtedy, gdy „zwycięzca[i] = prawda”.
```
 1 
od
 i : = 1 
do
 
C

 2    
od
 j : = 1 
do
 
C

 3       
jeżeli
  i ≠ j 
wtedy

 4          
jeżeli
 d[i,j] > d[j,i] 
wtedy

 5             p[i,j] := d[i,j]
 6          
w przeciwnym wypadku

 7             p[i,j] := 0
 8
 9 
od
 i : = 1 
do
 
C

10    
od
 j : = 1 
do
 
C

11       
jeżeli
 i ≠ j 
wtedy

12          
od
 k : = 1 
do
 
C

13             
jeżeli
 i ≠ k 
oraz
 j ≠ k 
wtedy

14                   p[j,k] : = max { p[j,k]; min { p[j,i]; p[i,k] } }
15
16 
od
 i : = 1 
do
 
C

17    zwycięzca[i] := prawda
18    
od
 j : = 1 
do
 
C

19       
jeżeli
 i ≠ j 
oraz
 p[j,i] > p[i,j] 
wtedy

20             zwycięzca[i] := fałsz
```

### Przykłady

#### Przykład 1
45 wyborców wybiera spośród 5 kandydatów:
5 ACBED (oznacza: pięciu wyborców wybrało preferencyjnie: A > C > B > E > D)
5 ADECB
8 BEDAC
3 CABED
7 CAEBD
2 CBADE
7 DCEBA
8 EBADC
|        | d[*,A] | d[*,B] | d[*,C] | d[*,D] | d[*,E] |
| ------ | ------ | ------ | ------ | ------ | ------ |
| d[A,*] |        | 20     | 26     | 30     | 22     |
| d[B,*] | 25     |        | 16     | 33     | 18     |
| d[C,*] | 19     | 29     |        | 17     | 24     |
| d[D,*] | 15     | 12     | 28     |        | 14     |
| d[E,*] | 23     | 27     | 21     | 31     |        |

Krytyczne przegrane wśród najsilniejszych ścieżek (ang. strongest paths) są tu pogrubione.
|          | ... do A                      | ... do B               | ... do C        | ... do D        | ... do E               |
| -------- | ----------------------------- | ---------------------- | --------------- | --------------- | ---------------------- |
| od A ... |                               | A-(30)-D-(28)-C-(29)-B | A-(30)-D-(28)-C | A-(30)-D        | A-(30)-D-(28)-C-(24)-E |
| od B ... | B-(25)-A                      |                        | B-(33)-D-(28)-C | B-(33)-D        | B-(33)-D-(28)-C-(24)-E |
| od C ... | C-(29)-B-(25)-A               | C-(29)-B               |                 | C-(29)-B-(33)-D | C-(24)-E               |
| od D ... | D-(28)-C-(29)-B-(25)-A        | D-(28)-C-(29)-B        | D-(28)-C        |                 | D-(28)-C-(24)-E        |
| od E ... | E-(31)-D-(28)-C-(29)-B-(25)-A | E-(31)-D-(28)-C-(29)-B | E-(31)-D-(28)-C | E-(31)-D        |                        |

|        | p[*,A] | p[*,B] | p[*,C] | p[*,D] | p[*,E] |
| ------ | ------ | ------ | ------ | ------ | ------ |
| p[A,*] |        | 28     | 28     | 30     | 24     |
| p[B,*] | 25     |        | 28     | 33     | 24     |
| p[C,*] | 25     | 29     |        | 29     | 24     |
| p[D,*] | 25     | 28     | 28     |        | 24     |
| p[E,*] | 25     | 28     | 28     | 31     |        |

Kandydat E jest potencjalnym wygrywającym, ponieważ p[E,X] ≥ p[X,E] dla każdego innego kandydata X.

#### Przykład 2
30 wyborców wybiera spośród 4 kandydatów:
5 ACBD
2 ACDB
3 ADCB
4 BACD
3 CBDA
3 CDBA
1 DACB
5 DBAC
4 DCBA
|        | d[*,A] | d[*,B] | d[*,C] | d[*,D] |
| ------ | ------ | ------ | ------ | ------ |
| d[A,*] |        | 11     | 20     | 14     |
| d[B,*] | 19     |        | 9      | 12     |
| d[C,*] | 10     | 21     |        | 17     |
| d[D,*] | 16     | 18     | 13     |        |

Krytyczne przegrane wśród najsilniejszych ścieżek (ang. strongest paths) są tu pogrubione.
|          | ... do A        | ... do B        | ... do C               | ... do D               |
| -------- | --------------- | --------------- | ---------------------- | ---------------------- |
| od A ... |                 | A-(20)-C-(21)-B | A-(20)-C               | A-(20)-C-(17)-D        |
| od B ... | B-(19)-A        |                 | B-(19)-A-(20)-C        | B-(19)-A-(20)-C-(17)-D |
| od C ... | C-(21)-B-(19)-A | C-(21)-B        |                        | C-(17)-D               |
| od D ... | D-(18)-B-(19)-A | D-(18)-B        | D-(18)-B-(19)-A-(20)-C |                        |

|        | p[*,A] | p[*,B] | p[*,C] | p[*,D] |
| ------ | ------ | ------ | ------ | ------ |
| p[A,*] |        | 20     | 20     | 17     |
| p[B,*] | 19     |        | 19     | 17     |
| p[C,*] | 19     | 21     |        | 17     |
| p[D,*] | 18     | 18     | 18     |        |

Kandydat D jest potencjalnym wygrywającym, ponieważ p[D,X] ≥ p[X,D] dla każdego innego kandydata X.

#### Przykład 3
30 wyborców wybiera spośród 5 kandydatów:
3 ABDEC
5 ADEBC
1 ADECB
2 BADEC
2 BDECA
4 CABDE
6 CBADE
2 DBECA
5 DECAB
|        | d[*,A] | d[*,B] | d[*,C] | d[*,D] | d[*,E] |
| ------ | ------ | ------ | ------ | ------ | ------ |
| d[A,*] |        | 18     | 11     | 21     | 21     |
| d[B,*] | 12     |        | 14     | 17     | 19     |
| d[C,*] | 19     | 16     |        | 10     | 10     |
| d[D,*] | 9      | 13     | 20     |        | 30     |
| d[E,*] | 9      | 11     | 20     | 0      |        |

Krytyczne przegrane wśród najsilniejszych ścieżek (ang. strongest paths) są tu pogrubione.
|          | ... do A               | ... do B               | ... do C        | ... do D                      | ... do E        |
| -------- | ---------------------- | ---------------------- | --------------- | ----------------------------- | --------------- |
| od A ... |                        | A-(18)-B               | A-(21)-E-(20)-C | A-(21)-D                      | A-(21)-E        |
| od B ... | B-(19)-E-(20)-C-(19)-A |                        | B-(19)-E-(20)-C | B-(19)-E-(20)-C-(19)-A-(21)-D | B-(19)-E        |
| od C ... | C-(19)-A               | C-(19)-A-(18)-B        |                 | C-(19)-A-(21)-D               | C-(19)-A-(21)-E |
| od D ... | D-(20)-C-(19)-A        | D-(20)-C-(19)-A-(18)-B | D-(20)-C        |                               | D-(30)-E        |
| od E ... | E-(20)-C-(19)-A        | E-(20)-C-(19)-A-(18)-B | E-(20)-C        | E-(20)-C-(19)-A-(21)-D        |                 |

|        | p[*,A] | p[*,B] | p[*,C] | p[*,D] | p[*,E] |
| ------ | ------ | ------ | ------ | ------ | ------ |
| p[A,*] |        | 18     | 20     | 21     | 21     |
| p[B,*] | 19     |        | 19     | 19     | 19     |
| p[C,*] | 19     | 18     |        | 19     | 19     |
| p[D,*] | 19     | 18     | 20     |        | 30     |
| p[E,*] | 19     | 18     | 20     | 19     |        |

Kandydat B jest potencjalnym wygrywającym, ponieważ p[B,X] ≥ p[X,B] dla każdego innego kandydata X.

#### Przykład 4
9 wyborców wybiera spośród 4 kandydatów:
3 ABCD
2 DABC
2 DBCA
2 CBDA
|        | d[*,A] | d[*,B] | d[*,C] | d[*,D] |
| ------ | ------ | ------ | ------ | ------ |
| d[A,*] |        | 5      | 5      | 3      |
| d[B,*] | 4      |        | 7      | 5      |
| d[C,*] | 4      | 2      |        | 5      |
| d[D,*] | 6      | 4      | 4      |        |

Krytyczne przegrane wśród najsilniejszych ścieżek (ang. strongest paths) są tu pogrubione.
|          | ... do A      | ... do B            | ... do C      | ... do D      |
| -------- | ------------- | ------------------- | ------------- | ------------- |
| od A ... |               | A-(5)-B             | A-(5)-C       | A-(5)-B-(5)-D |
| od B ... | B-(5)-D-(6)-A |                     | B-(7)-C       | B-(5)-D       |
| od C ... | C-(5)-D-(6)-A | C-(5)-D-(6)-A-(5)-B |               | C-(5)-D       |
| od D ... | D-(6)-A       | D-(6)-A-(5)-B       | D-(6)-A-(5)-C |               |

|        | p[*,A] | p[*,B] | p[*,C] | p[*,D] |
| ------ | ------ | ------ | ------ | ------ |
| p[A,*] |        | 5      | 5      | 5      |
| p[B,*] | 5      |        | 7      | 5      |
| p[C,*] | 5      | 5      |        | 5      |
| p[D,*] | 6      | 5      | 5      |        |

Kandydat B i kandydat D są potencjalnymi wygrywającymi, ponieważ p[B,X] ≥ p[X,B] dla każdego innego kandydata X, jak i p[D,Y] ≥ p[Y,D] dla każdego innego kandydata Y.

## Strategia zbioru Schwartza (Schwartz set heuristic)

### Zbiór Schwartza
Definicja zbioru Schwartza, według zastosowania w metodzie Schulzego to:
1. Zbiór niepokonanych jest zbiorem kandydatów, z których żaden nie przegrał z nikim poza zbiorem.
2. Skrajnie wewnętrzny zbiór niepokonanych to zbiór niepokonanych, który nie zawiera w sobie podzbioru stanowiącego zbiór niepokonanych.
3. Zbiór Schwartza jest zbiorem kandydatów, którzy należą do skrajnie wewnętrznych zbiorów niepokonanych.

### Rys matematyczny
Wyborcy głosują przez wykonanie preferencyjnego rankingu kandydatów, jak w każdym innym głosowaniu metodą Condorceta.
Metoda Schulzego stosuje zestawianie kandydatów parami według Condorceta, w następstwie czego wybierany jest zwycięzca każdego takiego zestawienia.
Następnie, metoda Schulzego postępuje algorytmicznie w następujący sposób: w celu wybrania jednego zwycięzcy (lub w celu otrzymania rankingu):
1. Oblicz zbiór Schwartza przez spisanie wszystkich (bez opuszczania) przegranych.
2. Jeżeli nie zaistnieje przegrana pośród elementów tego zbioru, wtedy element ten wygrywa lub elementy te (w liczbie mnogiej, w wypadku remisu) wygrywają, i na tym kończy się obliczenie.
3. W przeciwnym przypadku opuść (ang. drop) najsłabszą przegraną (lub przegrane, w przypadku remisowych przegranych: ex æquo) zaistniałą w zestawieniu pomiędzy dwoma elementami tego zbioru. Wykonaj ponownie polecenie nr 1.

### Przykład z wyborem stolicy Tennessee

#### Sytuacja
Oto przykład fikcyjnego wyboru stolicy stanu Tennessee spośród kilku miast-kandydatów. Populacja tego stanu jest skoncentrowana głównie wokół jego czterech największych miast, które rozrzucone są na mapie stanu. W tym fikcyjnym przypadku wszyscy mieszkańcy stanu zamieszkują te miasta i pragną mieszkać jak najbliżej stolicy.
Kandydatami na stolicę są:
- Memphis, największe miasto stanu, gdzie mieszka 42% wyborców, lecz ulokowane jest daleko od pozostałych miast.
- Nashville, gdzie mieszka 26% wyborców.
- Knoxville, gdzie mieszka 17% wyborców.
- Chattanooga, gdzie mieszka 15% wyborców.

Preferencje tych wyborców ułożyłyby się mianowicie:
| 42% wyborców (blisko Memphis)                       | 26% wyborców (blisko Nashville)                     | 15% wyborców (blisko Chattanooga)                   | 17% wyborców (blisko Knoxville)                     |
| --------------------------------------------------- | --------------------------------------------------- | --------------------------------------------------- | --------------------------------------------------- |
| 1. Memphis 2. Nashville 3. Chattanooga 4. Knoxville | 1. Nashville 2. Chattanooga 3. Knoxville 4. Memphis | 1. Chattanooga 2. Knoxville 3. Nashville 4. Memphis | 1. Knoxville 2. Chattanooga 3. Nashville 4. Memphis |

Rezultat zastosowania metody Schulzego przedstawiony jako tablica:
|                                                                                |                                                                                | A               | A               | A               | A               |
|                                                                                |                                                                                | Memphis         | Nashville       | Chattanooga     | Knoxville       |
| ------------------------------------------------------------------------------ | ------------------------------------------------------------------------------ | --------------- | --------------- | --------------- | --------------- |
| B                                                                              | Memphis                                                                        |                 | [A] 58% [B] 42% | [A] 58% [B] 42% | [A] 58% [B] 42% |
| B                                                                              | Nashville                                                                      | [A] 42% [B] 58% |                 | [A] 32% [B] 68% | [A] 32% [B] 68% |
| B                                                                              | Chattanooga                                                                    | [A] 42% [B] 58% | [A] 68% [B] 32% |                 | [A] 17% [B] 83% |
| B                                                                              | Knoxville                                                                      | [A] 42% [B] 58% | [A] 68% [B] 32% | [A] 83% [B] 17% |                 |
| Bilanse głosowania w zestawieniu kandydatów parami (wygrane-przegrane-remisy): | Bilanse głosowania w zestawieniu kandydatów parami (wygrane-przegrane-remisy): | 0-3-0           | 3-0-0           | 2-1-0           | 1-2-0           |
| Głosy przeciw w największych przegranych w parze:                              | Głosy przeciw w największych przegranych w parze:                              | 58%             | N/A             | 68%             | 83%             |

- [A] przedstawia wyborców, którzy preferowali kandydata opisanego w kolumnie od kandydata opisanego rzędowo
- [B] przedstawia wyborców, którzy preferowali kandydata opisanego rzędowo od kandydata opisanego w kolumnie

#### Wygrani z poszczególnych zestawień par
Na początek, spisane tu zostały wszystkie możliwe pary, ze wskazaniem kandydata wygrywającego w tychże parach:
| Para                                  | Zwycięzca w parze |
| ------------------------------------- | ----------------- |
| Memphis (42%) vs. Nashville (58%)     | Nashville 58%     |
| Memphis (42%) vs. Chattanooga (58%)   | Chattanooga 58%   |
| Memphis (42%) vs. Knoxville (58%)     | Knoxville 58%     |
| Nashville (68%) vs. Chattanooga (32%) | Nashville 68%     |
| Nashville (68%) vs. Knoxville (32%)   | Nashville 68%     |
| Chattanooga (83%) vs. Knoxville (17%) | Chattanooga: 83%  |

Można tu użyć albo liczby oddanych głosów, albo procentowe zestawienia ułamka oddanych głosów; wybór tu jest bez znaczenia.

#### Opuszczanie (dropping)
Następnie, oto spis miast-kandydatów, z bilansem dla każdego z nich (wygrane-przegrane)
- Nashville 3-0
- Chattanooga 2-1
- Knoxville 1-2
- Memphis 0-3

Zbiorem Schwartza jest tu zbiór jednoelementowy zawierający Nashville, jako że Nashville bije wszystkie inne miasta wynikiem trzy do zera.
Na tej podstawie, Nashville wygrywa wybory.

#### Przykład z niejednoznacznością
Dajmy na to, że zaistniała niejednoznaczność co do popularności kandydatów: A, B, C, i D.
- A > B 68%
- C > A 52%
- A > D 62%
- B > C 72%
- B > D 84%
- C > D 91%

W tej sytuacji, zbiór Schwartza zawiera A, B i C, ponieważ każdy z nich bije kandydaturę D.
- A > B 68%
- B > C 72%
- C > A 52%

Zgodnie z metodą Schulzego, opuszczamy (ang. drop) najmniejszą zaistniałą różnicę, toteż pozbywamy się: C > A i zostaje nam:
- A > B 68%
- B > C 72%

Nowy zbiór Schwartza to zbiór zawierający tylko A, jako że żadne miasto spoza tego zbioru nie bije A. Po tym obliczeniu A, jako element zbioru jednoelementowego, wygrywa wybory.

#### Podsumowanie
W powyższym (pierwszym) przykładzie wyborów metodą Schulzego, zwyciężyło miasto-kandydat Nashville. Taki wynik jest zagwarantowany metodą Condorceta. W przypadku zastosowania ordynacji proporcjonalnej lub innej metody, Memphis wygrałoby jako miasto mające największą populację, pomimo tego, że Nashville wygrywa każde zestawienie w symulowanych wyborach przeprowadzonych wśród par miast. Nashville wygrywa także przy zastosowaniu metody Bordy. Za to metoda natychmiastowej dogrywki w tym przypadku wskazałaby na stolicę miasto-kandydata Knoxville, pomimo tego, że więcej wyborców preferowało Nashville nad Knoxville.

## Kryteria spełnione i niespełnione

### Kryteria spełnione
Metoda Schulzego spełnia następujące kryteria:
- Uniwersalność
- Suwerenność
- Brak dyktatury
- Kryterium Pareta[6]
- Kryterium monotoniczności[7]
- Kryterium większości wyborczej
- Kryterium Condorceta
- Przegrany według kryterium Condorceta
- Kryterium Smitha
- Kryterium Schwartza
- Lokalna niezależność nieistotnych alternatyw[8]
- Kryterium wzajemnych większości[9]
- Kryterium independence of clones[10][11]
- Kryterium reversal symmetry[12][13]
- Kryterium mono-append[14]
- Kryterium mono-add-plump[15]
- Kryterium resolvability[16][17]
- Algorytm wielomianowy[18]

Jeżeli wygrywające głosy według kryterium Condorceta są użyte jako definiujące daną moc przegrania wyborów, metoda ta również spełnia następujące dodatkowe kryteria:
- Kryterium Woodalla względnej większości[19][20]
- Kryterium Woodalla CDTT[20][21]

Jeżeli różnice w wygranych w parach według Condorceta są użyte do zdefiniowania mocy przegrania wyborów, metoda ta również spełnia następujące dodatkowe kryterium:
- Kryterium uzupełniania symetrycznego[22] (ang. Symmetric-completion)

### Kryteria niespełnione
Metoda Schulzego nie spełnia następujących kryteriów:
- Jakiekolwiek kryteria niewspółmierne z kryterium Condorceta (np. niezależność nieistotnych alternatyw, kryterium partycypacji[23][24], kryterium spójności[25], odporność na głosowanie taktyczne[26], kryterium later-no-harm[27].

#### Niezależność nieistotnych alternatyw
Metoda Schulzego nie spełnia kryterium niezależności nieistotnych alternatyw. Natomiast, cechuje ją słabsza właściwość znana jako lokalna niezależność nieistotnych alternatyw.
Można tę właściwość wyrazić następująco: jeżeli jeden kandydat (X) wygrywa wybory, po czym nowa alternatywa (Y) jest dodana, X wygra rozszerzone wybory, o ile Y nie jest elementem zbioru Smitha. Lokalna niezależność nieistotnych alternatyw implikuje spełnienie kryterium Condorceta.

## Porównanie z innymi metodami głosowań preferencyjnych w przypadku jednego wygrywającego
Porównanie metody Schulzego z innymi metodami ordynacji preferencyjnej, w przypadku zaistnienia tylko jednego zwycięzcy:
|                                                          | Monotoniczność | Zwycięzca według kryterium Condorceta | Przegrany według kryterium Condorceta | Kryterium większości | Kryterium wzajemnych większości | ang. Independence of clones criterion | ang. Reversal symmetry | Algorytm wielomianowy | Kryterium partycypacji, Kryterium spójności |
| Schulze                                                  | Tak            | Tak                                   | Tak                                   | Tak                  | Tak                             | Tak                                   | Tak                    | Tak                   | Nie                                         |
| ang. Ranked Pairs                                        | Tak            | Tak                                   | Tak                                   | Tak                  | Tak                             | Tak                                   | Tak                    | Tak                   | Nie                                         |
| ang. Kemeny-Young method                                 | Tak            | Tak                                   | Tak                                   | Tak                  | Tak                             | Nie                                   | Tak                    | Nie                   | Nie                                         |
| ang. Minimax Condorcet                                   | Tak            | Tak                                   | Nie                                   | Tak                  | Nie                             | Nie                                   | Nie                    | Tak                   | Nie                                         |
| ang. Nanson's method                                     | Nie            | Tak                                   | Tak                                   | Tak                  | Tak                             | Nie                                   | Tak                    | Tak                   | Nie                                         |
| ang. Nanson's method, podtyp: Baldwin method             | Nie            | Tak                                   | Tak                                   | Tak                  | Tak                             | Nie                                   | Nie                    | Tak                   | Nie                                         |
| Metoda natychmiastowej dogrywki                          | Nie            | Nie                                   | Tak                                   | Tak                  | Tak                             | Tak                                   | Nie                    | Tak                   | Nie                                         |
| ang. Coombs' method                                      | Nie            | Nie                                   | Tak                                   | Tak                  | Tak                             | Nie                                   | Nie                    | Tak                   | Nie                                         |
| ang. Contingent vote                                     | Nie            | Nie                                   | Tak                                   | Tak                  | Nie                             | Nie                                   | Nie                    | Tak                   | Nie                                         |
| ang. Contingent vote, podtyp: Sri Lankan contingent vote | Nie            | Nie                                   | Nie                                   | Tak                  | Nie                             | Nie                                   | Nie                    | Tak                   | Nie                                         |
| ang. Contingent vote, podtyp: Supplementary Vote         | Nie            | Nie                                   | Nie                                   | Tak                  | Nie                             | Nie                                   | Nie                    | Tak                   | Nie                                         |
| metoda Bordy                                             | Tak            | Nie                                   | Tak                                   | Nie                  | Nie                             | Nie                                   | Tak                    | Tak                   | Tak                                         |
| metoda Bucklina                                          | Tak            | Nie                                   | Nie                                   | Tak                  | Tak                             | Nie                                   | Nie                    | Tak                   | Nie                                         |
| Ordynacja większościowa                                  | Tak            | Nie                                   | Nie                                   | Tak                  | Nie                             | Nie                                   | Nie                    | Tak                   | Tak                                         |
| ang. Anti-plurality voting                               | Tak            | Nie                                   | Nie                                   | Nie                  | Nie                             | Nie                                   | Nie                    | Tak                   | Tak                                         |

Różnice zaistniałe pomiędzy metodą Schulzego i metodą znana po angielsku jako Ranked Pairs opisano w sekcji nr 9 artykułu autorstwa Markusa Schulzego „A New Monotonic, Clone-Independent, Reversal Symmetric, and Condorcet-Consistent Single-Winner Election Method (Part 1 of 5)”.

## Historia metody Schulzego
Markus Schulze opracował tę metodę w 1997. Po raz pierwszy została naświetlona w forum publicznym (na liście mailingowej) w 1998 i w 2000. W następnych latach metoda Schulzego została zaadaptowana w celach wyborczych przez m.in. Software in the Public Interest (2003), Debian (2003), UserLinux (2003), Gentoo (2005), TopCoder (2005) i Sender Policy Framework (2005). Pierwsze monografie na temat metody Schulzego napisali: Nicolaus Tideman (2006) i Stahl z Johnsonem (2007).

## Zastosowanie metody Schulzego

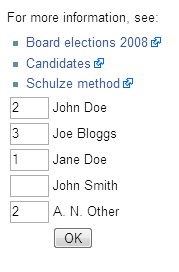
Formularz do oddawania głosu zastosowany w wyborach do rady Wikimedia's Board of Trustees

Metoda Schulzego nie jest jeszcze stosowana w wyborach rządowych. Natomiast obecnie zaczyna cieszyć się uznaniem i poparciem szeregu organizacji publicznych i społecznych. Wśród organizacji użytkujących Metodę Schulzego są następujące:
- The Alma Mater Society of the University of British Columbia (AMS)[37] i Langara Students' Union (LSU)[38] stosują metodę Schulzego dla potrzeb określenia stopnia uzyskanego wsparcia w ankietach na zasadzie głosowania preferencyjengo.
- Annodex Association[39]
- Blitzed.org[40][41]
- BoardGameGeek[42]
- Codex Alpe Adria[43][44]
- County Highpointers[45][46]
- Debian[36][47]
- EnMasse (fora internetowe)[48]
- EuroBillTracker[49]
- Fair Trade Northwest[50]
- Free Software Foundation Latin America (FSFLA)[51]
- Gentoo Foundation[52]
- Strażnik Prywatności GNU[53]
- Kingman Hall[54]
- Kumoricon[55]
- Mathematical Knowledge Management Interest Group[56]
- Metalab[57]
- Music Television (MTV)[58]
- North Shore Cyclists[59][60]
- OpenCouchSurfing[61][62]
- Pittsburgh Ultimate[63][64]
- RPMrepo[65][66]
- Sender Policy Framework (SPF)[67]
- Software in the Public Interest (SPI)[35]
- Students for Free Culture[68]
- TopCoder[69]
- Wikimedia Foundation[70]

### Wikimedia Foundation
Największymi wyborami przeprowadzonymi dotychczas (wrzesień 2008) metodą Schulzego były wybory do rady Wikimedia's Board of Trustees w czerwcu 2008: o jeden mandat ubiegało się 15 kandydatów, wybieranych potencjalnie przez 26 000 uprawnionych wyborców; w praktyce zgłoszono 3019 formularzy (czyli oddano tyle głosów, licząc każdego wyborcę jako jeden głos).
Jako że Chen wygrał pod względem kryterium Condorceta, on został wybrany do rady. Ponadto zaistniał remis w wyborach o miejsca od 6. do 9. pomiędzy Heiskanen, Postlethwaite, Smith i Saintonge. Heiskanen wygrał w zestawieniu w parze z Postlethwaite; Postlethwaite z Smith; Smith z Saintonge; Saintonge z Heiskanen.
|                       | TC  | AB   | SK   | HC   | AH   | JH   | RP   | SS   | RS   | DR   | CS   | MB   | KW   | PW   | GK   |
| --------------------- | --- | ---- | ---- | ---- | ---- | ---- | ---- | ---- | ---- | ---- | ---- | ---- | ---- | ---- | ---- |
| Ting Chen             |     | 1086 | 1044 | 1108 | 1135 | 1151 | 1245 | 1190 | 1182 | 1248 | 1263 | 1306 | 1344 | 1354 | 1421 |
| Alex Bakharev         | 844 |      | 932  | 984  | 950  | 983  | 1052 | 1028 | 990  | 1054 | 1073 | 1109 | 1134 | 1173 | 1236 |
| Samuel Klein          | 836 | 910  |      | 911  | 924  | 983  | 980  | 971  | 941  | 967  | 1019 | 1069 | 1099 | 1126 | 1183 |
| Harel Cain            | 731 | 836  | 799  |      | 896  | 892  | 964  | 904  | 917  | 959  | 1007 | 1047 | 1075 | 1080 | 1160 |
| Ad Huikeshoven        | 674 | 781  | 764  | 806  |      | 832  | 901  | 868  | 848  | 920  | 934  | 987  | 1022 | 1030 | 1115 |
| Jussi-Ville Heiskanen | 621 | 720  | 712  | 755  | 714  |      | 841  | 798  | 737  | 827  | 850  | 912  | 970  | 943  | 1057 |
| Ryan Postlethwaite    | 674 | 702  | 726  | 756  | 772  | 770  |      | 755  | 797  | 741  | 804  | 837  | 880  | 921  | 1027 |
| Steve Smith           | 650 | 694  | 654  | 712  | 729  | 750  | 744  |      | 778  | 734  | 796  | 840  | 876  | 884  | 1007 |
| Ray Saintonge         | 629 | 703  | 641  | 727  | 714  | 745  | 769  | 738  |      | 789  | 812  | 848  | 879  | 899  | 987  |
| Dan Rosenthal         | 595 | 654  | 609  | 660  | 691  | 724  | 707  | 699  | 711  |      | 721  | 780  | 844  | 858  | 960  |
| Craig Spurrier        | 473 | 537  | 498  | 530  | 571  | 583  | 587  | 577  | 578  | 600  |      | 646  | 721  | 695  | 845  |
| Matthew Bisanz        | 472 | 498  | 465  | 509  | 508  | 534  | 473  | 507  | 531  | 513  | 552  |      | 653  | 677  | 785  |
| Kurt M. Weber         | 505 | 535  | 528  | 547  | 588  | 581  | 553  | 573  | 588  | 566  | 595  | 634  |      | 679  | 787  |
| Paul Williams         | 380 | 420  | 410  | 435  | 439  | 464  | 426  | 466  | 470  | 471  | 429  | 521  | 566  |      | 754  |
| Gregory Kohs          | 411 | 412  | 434  | 471  | 461  | 471  | 468  | 461  | 467  | 472  | 491  | 523  | 513  | 541  |      |

Każda liczba przedstawia wyborców, którzy przypisali preferencję kandydatowi po lewej, wyższą od tej przypisanej przez nich kandydatowi wskazanego u góry tabeli. Liczba na zielono reprezentuje wygraną w parze przez kandydata wskazanego w tablicy w kolumnie po lewej. Liczba na czerwono reprezentuje przegraną przez kandydata wskazanego w kolumnie po lewej.

### Głównie odniesienia
- Markus Schulze: Proposed Statutory Rules for the Schulze Single-Winner Election Method (ang.)
- Markus Schulze: A New Monotonic and Clone-Independent Single-Winner Election Method (także tu:  i ) (ang.)
- Markus Schulze: A New Monotonic, Clone-Independent, Reversal Symmetric, and Condorcet-Consistent Single-Winner Election Method (ang.)
- Markus Schulze: Free Riding and Vote Management under Proportional Representation by the Single Transferable Vote (ang.)
- Markus Schulze: Implementing the Schulze STV Method (ang.)
- Markus Schulze: A New MMP Method (ang.)
- Markus Schulze: A New MMP Method (Part 2) (ang.)

### Instrukcje (tutorials)
- Schulze-Methode, Uniwersytet w Stuttgarcie (niem.)

### Argumenty za i przeciw
- Blake Cretney:  (ang.)
- James Green-Armytage: Voting Methods Survey (ang.)
- Rob LeGrand: Descriptions of ranked-ballot voting methods (ang.)
- Rob Loring: Accurate Democracy (ang.)
- Warren D. Smith: Schulze beatpaths method (ang.)
- Kevin Venzke: Election Methods and Criteria (ang.)
- Jochen Voss: The Debian Voting System
- election-methods: a mailing list containing technical discussions about election methods (ang.)

### Artykuły w czasopismach naukowych
- Rosa Camps, Xavier Mora, and Laia Saumell: A Continuous Rating Method for Preferential Voting (ang.)
- Paul E. Johnson: Voting Systems (ang.)
- Tommi Meskanen and Hannu Nurmi: Distance from Consensus: a Theme and Variations (ang.)
- Tommi Meskanen and Hannu Nurmi: Analyzing Political Disagreement (ang.)
- Warren D. Smith : Descriptions of voting systems (ang.)
- Peter A. Taylor: Election Systems (ang.)
- Martin Wilke: Personalisierung der Verhältniswahl durch Varianten der Single Transferable Vote (niem.)
- Anbu Yue, Weiru Liu, and Anthony Hunter: Approaches to Constructing a Stratified Merged Knowledge Base (ang.)

### Monografie i inne książki
- Saul Stahl and Paul E. Johnson: Understanding Modern Mathematics ISBN 0-7637-3401-2 (ang.)
- Nicolaus Tideman: Collective Decisions and Voting: The Potential for Public Choice , ISBN 0-7546-4717-X (ang.)

### Oprogramowanie
- Blake Cretney: Voting Software Project
- Mathew Goldstein: Condorcet with Dual Dropping Perl Scripts (ang.)
- Eric Gorr: Condorcet Voting Calculator
- Benjamin Mako Hill: Selectricity and RubyVote (ang.)
- Thomas Hirsch: Java implementation of the Schulze method (ang.)
- Rob Lanphier: Electowidget
- Evan Martin: Haskell Condorcet Module (ang.)
- Andrew Myers: Condorcet Internet Voting Service (CIVS) (ang.)
- Brian Olson: BetterPolls.com (ang.)
- Jeffrey O’Neill: OpenSTV (ang.)

### Przedsięwzięcia parlamentarne i wyborcze
- Arizonans for Condorcet Ranked Voting  (ang.)
- Arizona Competitive Elections Reform Act (Ustawa w stanie Arizona dot. reformy wyborczej) (ang.)
- Przewodnik dla wyborcy w stanie Arizona, USA, azvoterform.com (ang.)
- http://www.azcentral.com/members/Blog/PoliticalInsider/22368, azcentral.com (ang.)
- Felieton w East Velley Tribune, eastvalleytribune.com (ang.)
- "Arizona high school student files paperwork for initiatives for IRV and easeir ballot access", ballot-access.org (ang.)